# Microsoft Messenger service
Messenger（前稱：MSN Messenger Service、.NET Messenger Service、Windows Live Messenger Service）是微軟開發的即時通訊和在線系統，使用專有的即時消息協議Microsoft通知協議進行通信。允許任何擁有Microsoft帳戶的人登錄並與其他已登錄的人實時通信。

## 歷史
儘管多年來對服務及其客戶端軟件的名稱進行了多次更改，但由於MSN Messenger的歷史，信使服務通常被簡稱為MSN。該服務本身在1999年至2001年間被稱為MSN Messenger Service，此時更名為.NET Messenger Service，並開始提供不再攜帶MSN名稱的客戶端，例如Windows Messenger客戶端包含在Windows XP中，最初的目的是成為MSN Messenger的簡化版本，免費投放廣告並集成到Windows中。
微軟在2005年底之前仍繼續提供更多的MSN Messenger升級服務，當時所有以前版本的MSN Messenger和Windows Messenger都被新程序Windows Live Messenger取代，這是微軟推出Windows Live在線服務的一部分。
幾年來，該服務的官方名稱仍然是.NET Messenger Service，正如其官方網絡狀態網頁上所指出的，儘管微軟很少使用該名稱來推廣該服務。由於用於訪問該服務的主要客戶端被稱為Windows Live Messenger，微軟在2000年代中期在其支持文檔中開始將整個服務稱為Windows Live Messenger服務。
該服務可以與Windows操作系統集成，在用戶登錄到其Windows帳戶時自動並同時登錄網絡。組織也可以將他們的Microsoft Office Communications Server和Active Directory與服務集成。微軟在2011年12月發布了Messenger服務的XMPP接口。
作為重塑其許多Windows Live服務的更大努力的一部分，微軟將該服務稱為Messenger，後來整合至Skype即時消息功能。

## 客戶端軟件
- Windows 8
- Windows Live Messenger
  - MSN Messenger
  - Windows Messenger
- Microsoft Messenger for Mac
- Outlook.com
  - Hotmail
  - Windows Live Web Messenger
  - MSN Web Messenger
- Xbox Live
- Messenger on Windows Phone
- Windows Live Messenger for iPhone and iPod Touch
- Messenger Play!
- Windows Live Messenger for Nokia
- Windows Live Messenger for BlackBerry
- Adium
- aMSN
- Ayttm
- BitlBee
- CenterIM
- emesene
- Empathy
- eBuddy
- Fire
- XMPP
- Kopete
- Meebo
- Meetro
- Miranda IM
- Pidgin
- tmsnc
- Trillian
- Yahoo! Messenger